# Marge Dodson
Marge Dodson (* um 1935) ist eine US-amerikanische Pop- und Jazzsängerin.

## Leben und Wirken
Dodson spielte 1959 für Columbia Records ihr Debütalbum In the Still of the Night ein, begleitet von Mike Colicchio (Piano); die Arrangements stammten u. a. von Coleridge Parkinson. Darauf interpretierte sie populäre Standards, meist Balladen wie „Someone to Watch Over Me“, „But Not for Me“, „Speak Low“ oder „These Foolish Things“. 1960 folgte – ebenfalls bei Columbia – die LP New Voice in Town, auf der sie Songs wie „You'd Be So Nice to Come Home to“, „’Round Midnight“ oder „Alone Together“ sang. Nach der Popsingle „Somehow It Got to Be Tomorrow (Today)/Feeling Good“ (mit Sammy Lowe and His Orchestra, Apt Records 1965) erschien 1968 bei Decca Records ihr letztes Album, die mehr Funk/Soul-orientierte Produktion A Lovely Way to Live, mit der Singleauskopplung „Be Your Baby“ (#32306). In den frühen 60ern hatte sie Engagements in verschiedenen New Yorker Nachtclubs wie im Mister Kelley's (mit Mort Sahl) und Duplex im Greenwich Village; 1963 tourte sie in Europa. In den frühen 1970er-Jahren trat sie noch mit ihrem Trio im Jazzclub The Needle's Eye auf. Dodsons beide ersten Alben In the Still of the Night/New Voice in Town wurden 2013 bei Fresh Sound Records wiederveröffentlicht.